# Prisme de Wollaston

Un prisme de Wollaston et les deux faisceaux sortants.

Le prisme de Wollaston est un instrument d'optique, inventé par William Hyde Wollaston : il transforme un faisceau de lumière non polarisée en deux faisceaux de directions différentes, et de polarisations linéaires orthogonales entre elles. C'est donc un polariseur.
Il est constitué de deux prismes en matériau biréfringent (par exemple en calcite,quartz ou MgF2) accolés, dont les axes optiques sont orthogonaux entre eux. L'écart angulaire entre les deux faisceaux sortants est déterminé par l'angle au sommet des prismes, par la longueur d'onde de la lumière. Dans le commerce, cette divergence va de quelques minutes d'angle à 45° environ.

Les faisceaux sont de polarisations orthogonales et ne peuvent donc pas interférer entre eux directement (on peut les faire interférer en les polarisant selon une direction intermédiaire).